# Heterlimnius ovalis
Heterlimnius ovalis är en skalbaggsart som beskrevs av Leconte 1863. Heterlimnius ovalis ingår i släktet Heterlimnius och familjen bäckbaggar. Inga underarter finns listade i Catalogue of Life.